# Pioglitazon
Pioglitazon (łac. pioglitazonum) – organiczny związek chemiczny z grupy tiazolidynodionów. Stosowany jako lek w leczeniu cukrzycy typu 2. 
Podstawą jego działania jest aktywacja receptorów aktywowanych przez proliferatory peroksysomów (PPAR-γ).

## Aktywność biologiczna
Pioglitazon aktywuje receptory aktywowane przez proliferatory peroksysomów (PPAR-γ) i powoduje zmniejszenie oporności na insulinę tkanki mięśniowej i tkanki tłuszczowej oraz zmniejszenie glukoneogenezy w wątrobie. 
Efektem działania pioglitazonu jest obniżenie glikemii, insulinemii, stężenia trójglicerydów i zwiększenie frakcji HDL cholesterolu we krwi. 
Pioglitazon nie zwiększa wydzielania insuliny i działa tylko w jej obecności, a także nie wywołuje hipoglikemii. Stan równowagi dynamicznej w organizmie ludzkim pioglitazon osiąga po 4–7 dniach jego podawania.
Pełne efekty terapeutycznego działania pioglitazonu można ocenić po ok. 4-6 tygodniach.

## Zastosowanie
Pioglitazon jest stosowany w monoterapii u dorosłych pacjentów, przede wszystkim u osób z insulinoopornością i z niedostateczną kontrolą glikemii za pomocą diety niskowęglowodanowej i aktywności fizycznej, u których nie można stosować metforminy ze względu na przeciwwskazania lub nietolerancję.
Poza tym pioglitazon może być zastosowany w leczeniu skojarzonym cukrzycy typu 2 wraz z metforminą, pochodnymi  sulfonylomocznika i insuliną u dorosłych pacjentów (zwłaszcza u pacjentów z nadwagą), u których glikemia nie jest wystarczająco kontrolowana, pomimo stosowania w monoterapii maksymalnych tolerowanych dawek metforminy, a także w leczeniu skojarzonym z pochodnymi sulfonylomocznika, tylko u dorosłych pacjentów u pacjentów, u których glikemia nie jest wystarczająco kontrolowana, pomimo stosowania w monoterapii maksymalnych tolerowanych dawek sulfonylomocznika oraz w leczeniu skojarzonym z metforminą i pochodnymi sulfonylomocznika, u dorosłych pacjentów (zwłaszcza u pacjentów z nadwagą), u których glikemia nie jest wystarczająco kontrolowana, pomimo stosowania tych dwóch leków w połączeniu.
Lek generyczny zawierający pioglitazon jest dostępny w Polsce od listopada 2013, w USA, Japonii i Europie jest stosowany od 2006 roku.

## Działania niepożądane
Pioglitazon może powodować następujące działania niepożądane, występujące ≥1/1000 (bardzo często, często i niezbyt często):
- zakażenia górnych dróg oddechowych
- zapalenie oskrzeli (w leczeniu skojarzonym z insuliną)
- zapalenie zatok przynosowych
- niedokrwistość (w leczeniu skojarzonym z metforminą)
- hipoglikemia (w leczeniu skojarzonym z pochodnymi sulfonylomocznika, metforminą i pochodnymi sulfonylomocznika, insuliną)
- wzmożone łaknienie (w leczeniu skojarzonym z pochodnymi sulfonylomocznika)
- zaburzenia czucia
- ból głowy (w leczeniu skojarzonym z metforminą, pochodnymi sulfonylomocznika)
- zawroty głowy (w leczeniu skojarzonym z pochodnymi sulfonylomocznika)
- bezsenność
- rak pęcherza moczowego
- duszność (w leczeniu skojarzonym z insuliną)
- wzdęcie (w leczeniu skojarzonym z metforminą, pochodnymi sulfonylomocznika)
- nadmierna potliwość (w leczeniu skojarzonym z pochodnymi sulfonylomocznika)
- zwiększona częstość złamań u kobiet
- artralgia (w leczeniu skojarzonym z metforminą, metforminą i pochodnymi sulfonylomocznika, insuliną)
- ból pleców (w leczeniu skojarzonym z insuliną)
- hematuria (w leczeniu skojarzonym z metforminą)
- cukromocz (w leczeniu skojarzonym z pochodnymi sulfonylomocznika)
- białkomocz (w leczeniu skojarzonym z pochodnymi sulfonylomocznika)
- zaburzenia erekcji (w leczeniu skojarzonym z metforminą)
- obrzęk (w leczeniu skojarzonym z insuliną)
- znużenie (w leczeniu skojarzonym z pochodnymi sulfonylomocznika)
- niewydolność serca (w leczeniu skojarzonym z insuliną)
- zwiększenie masy ciała o 1–3 kg rocznie
- zwiększenie aktywności kinazy kreatynowej (CPK) w surowicy krwi (w leczeniu skojarzonym z metforminą i pochodnymi sulfonylomocznika)
- zwiększenie aktywności dehydrogenazy mleczanowej (LDH) w surowicy krwi (w leczeniu skojarzonym z pochodnymi sulfonylomocznika)

## Preparaty
- Pioglitazone Bioton, tabletki 15 mg, 30 mg i 45 mg[9]